# Diceroscalpellum arietinum
Diceroscalpellum arietinum är en kräftdjursart som först beskrevs av Henry Augustus Pilsbry 1907.  Diceroscalpellum arietinum ingår i släktet Diceroscalpellum och familjen Scalpellidae. Inga underarter finns listade i Catalogue of Life.